# 基隆市歷史
基隆是台灣最北的都市，也是北台灣首要港口，其古稱「雞籠」，由於歷史上的基隆地區範圍不止於今日基隆市轄區，本文以基隆市及毗鄰之新北市轄行政區（原基隆郡轄區）之歷史為主，其餘地區請參見相關條目內述。

## 詞源演變
「雞籠」此名稱最早見於1556年明代鄭舜功所著《日本一鑑》一書，出現在福州往那霸的航程中。後見於1617年明代張燮所著的《東西洋考》。
關於「雞籠」一詞的由來，有許多種說法，一說是在1870年修訂的《淡水廳志》中稱今基隆港外的和平島，形狀頗似雞籠，故有雞籠之名。
另一個說法，是漢人將原本居住於基隆一帶的平埔族原住民凱達格蘭族（Ketagalan）之名之中，取頭尾的「ke」和「lan」兩音簡化而成。但現在此說法被很多學者質疑，文史學者陸傳傑指出，因為閩南人將Keteagana唸成大加蚋只將Ketagana省略Ke一個音節，而非省略二個音節。北部的平埔族語，常在特定的語詞之前加上Ki或Ke作為前置詞，大概是閩南人聽多了，覺得多此一舉，變一律將Ki或Ke之類的前置詞省略，從許多閩南語音譯平埔族地名都可證明這個說法，因此此說不太可能。更關鍵的是學者翁佳音指出，當時基隆一帶的平埔族自稱是巴賽族，而非凱達格蘭，反而西、荷人地圖上所標之地名「Quelang」更接近閩南語「雞籠」之音。這可能是因當初以閩南水手作為嚮導所致。
除此之外，還有一種說法認為係由「雞籠山」（即今日的基隆山）得名。但這說法不太可能，因荷西時代「雞籠」專指和平島，所謂的雞籠山指的是和平島上的小山丘。
1876年1月16日（清光緒元年12月20日），行政區重劃，清廷依沈葆楨奏請，新設臺北府下轄宜蘭縣、淡水縣、新竹縣、基隆廳。文史學者洪英聖認為，清朝自此以「基隆」取代「雞籠」為官方稱呼。

## 荷西及明鄭時期
17世紀時，西班牙人和荷蘭人曾先後佔領過基隆。當時殖民菲律賓群島的西班牙人，因荷蘭東印度公司佔領台灣南部威脅其商業利益，為牽制荷蘭人，明天啟五年（1626年）從呂宋島航行北上，經由三貂角進入台灣，並由雞籠登陸殖民台灣北部，此為雞籠開發之始。明崇禎十五年（1642年），在南部的荷蘭東印度公司派軍將西班牙人趕出台灣，史稱「雞籠之戰」，巴賽族（凱達格蘭族的支系，或稱「馬賽族」）也曾參與此役。當時荷西兩方，皆以「雞籠島」（即今日的和平島）為基地進行殖民統治，西班牙人於雞籠島建築「聖薩爾瓦多城」，荷蘭人取代後，將該城改名「北荷蘭城」，並於雞籠屯兵以利防備。
鄭氏王朝在南台灣打敗荷蘭人之後，由於荷蘭人仍領有台灣北部，並暗中與清朝合作意圖重佔全台，故於1668年揮軍北上，將殘餘駐守在雞籠的荷蘭人驅離，至今在和平島還有荷蘭人臨走前所留下的「蕃字洞」遺跡。鄭氏王朝在驅趕荷蘭人後，由於將其統治重心置於南部，除了幾次軍事行動外，在雞籠幾乎無任何活動。

## 清領時期

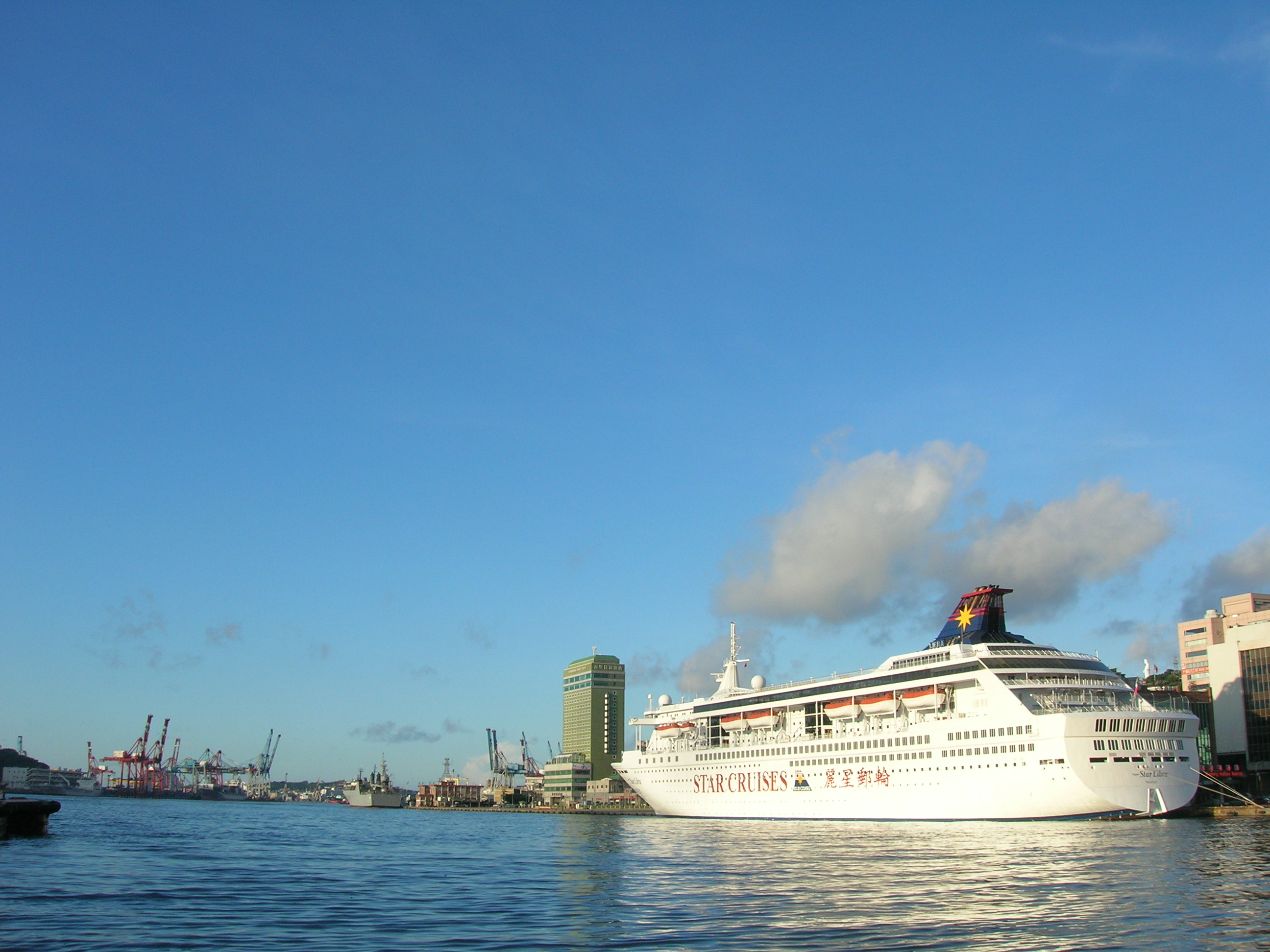
基隆港

台灣進入清領時代初期時，雞籠大部分地區還是蠻荒之地，只有今日的和平島有較多的漢人聚集，以及一些平埔族原住民部落分布於雞籠港周圍。滿清雍正元年（1723年），來自福建漳州的移民開始入墾雞籠港區，並於南岸興建崁仔頂街，此乃今日基隆市街創建之始。後來又陸續興建了暗仔街及新店仔街，此後陸續有漢人移民移入，開墾的區域也逐漸深入較內陸的地區，而不只侷限於港區周圍。
在19世紀西方列強東來後，美國海軍調查到雞籠擁有豐富的煤礦層及港灣優良，回國後建議政府將其佔領，在鴉片戰爭時也有英國軍艦前來叩關。在英法聯軍之役之後的1863年，雞籠終於隨著台灣開港而開放為貿易港，成為淡水的副港。由於人口日增，為了因應國際貿易以及地方管理上的需要，同治十年（1871年），清廷於雞籠設置海防同知，專辦海防及煤礦事務；光緒元年（1875年），雞籠設置台北分府通判，並將雞籠改名為「基隆」，此為基隆正式設治之始。
光緒十年（1884年），中法戰爭台灣戰事（西仔反）爆發，法國軍隊曾多次攻佔基隆以作為封鎖中國大陸的跳板。1885年台灣建省，由同治中興名將劉銘傳擔任首位巡撫，而基隆之分府通判於1887年改制為基隆廳，並改設撫民理番同知。當時作為北台灣主要口岸的淡水逐漸淤塞，尤其在中法戰爭時為了阻擋法軍攻入，身為淡水港進出水道的淡水河口更是破壞嚴重；而基隆港為岩岸、不易飄沙、潮差小、港灣內窄外寬，在軍事上易守難攻，雖然港內礁岩遍佈，但若加以開發，必能成為台灣的重要口岸；戰後，劉銘傳便開始著手整頓基隆港，並委由當時的台灣首富──板橋林家林維源主導建港工事。此外，基隆河於1890年發現砂金，由於無法查禁，當時遂正式開放民間開採基隆附近的礦產。但建港計劃已經完成規劃時，就因中日甲午戰爭爆發而中斷，只完成了部分碼頭。
除了港埠建設，為了增強基隆的海防能力，劉銘傳並沿著港區南北軸線興建數座砲台，今日大都存在，其中包括了現在列為國定古蹟的海門天險（二沙灣砲臺）。於同時間開工的台灣縱貫鐵路，也以基隆作為起點，其中進入市區前所開鑿的獅球嶺隧道，更是台灣、乃至於當時中國的第一條鐵路隧道。

## 日治時期

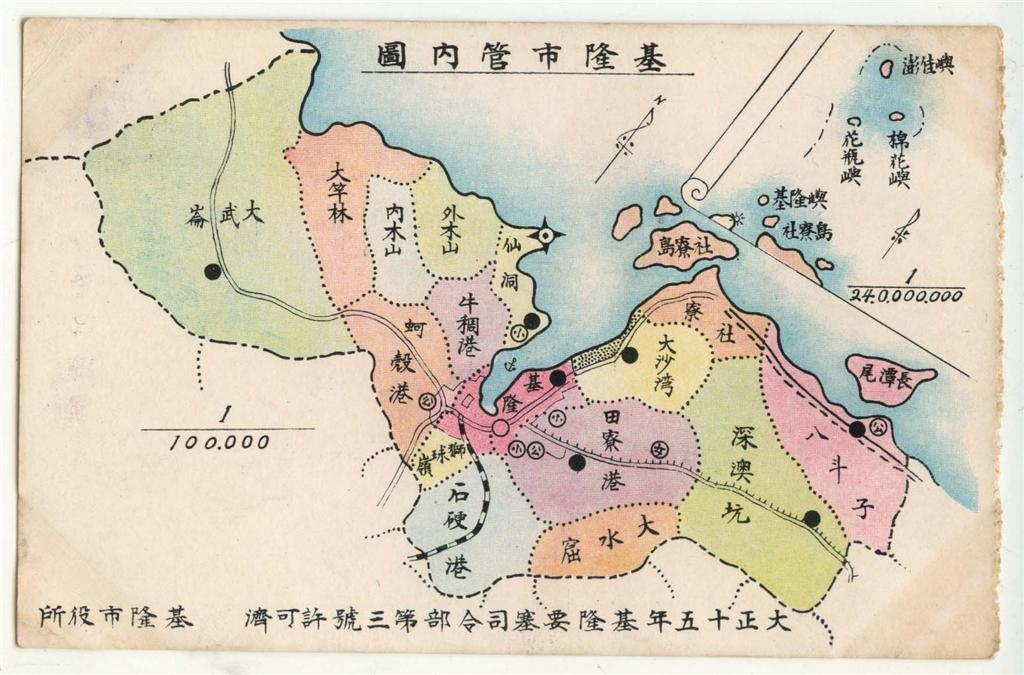
日治時期基隆市管內圖

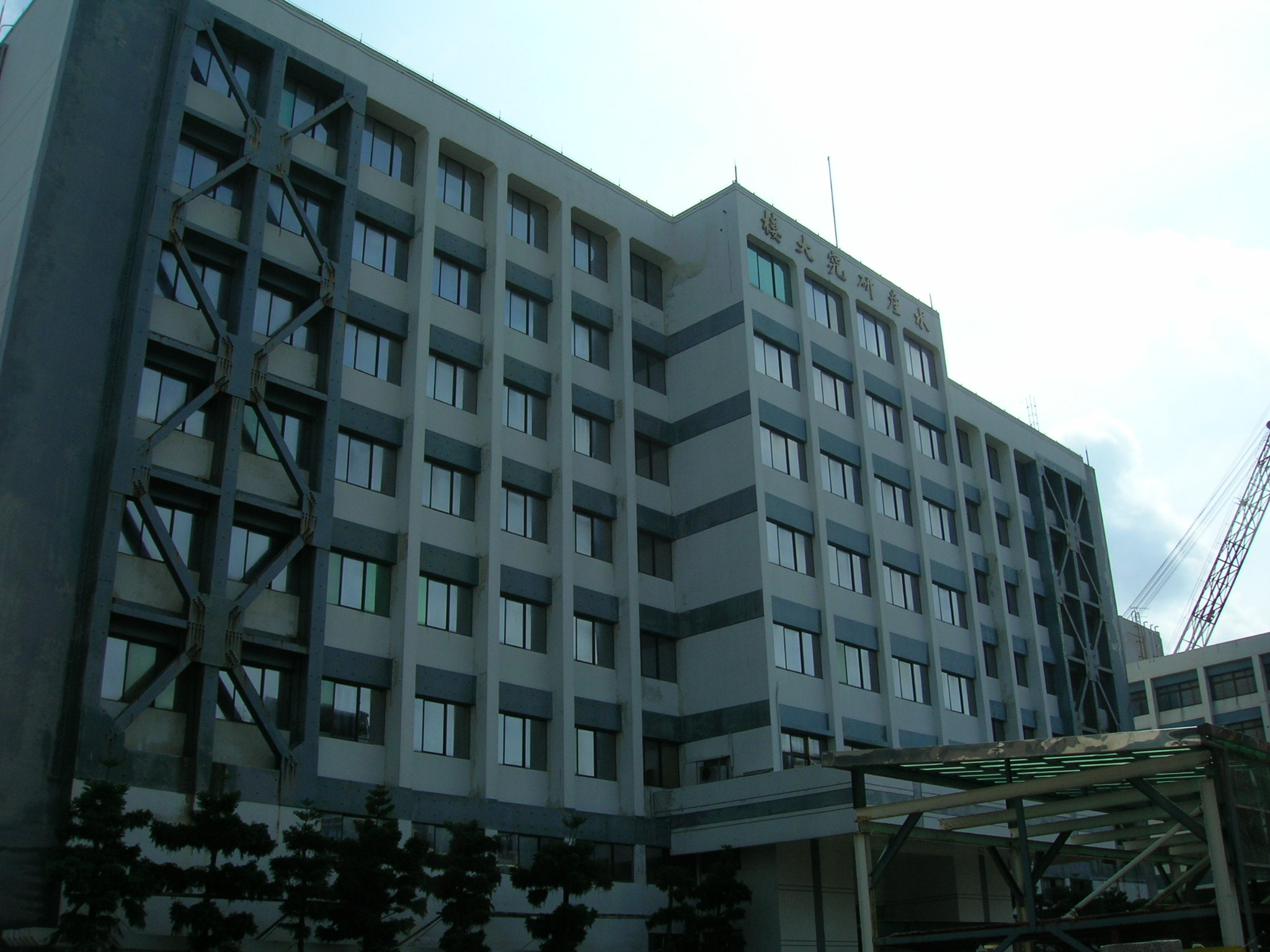
農委會水產試驗所，位於和平島，前身為台灣總督府水產試驗場

1895年日本接收台灣時，台灣總督府在基隆開始運作，並舉行簡單儀式正式「始政」。日本人為了將基隆建設為台灣與日本的轉運點，從1899年開始到1935年，展開了共進行四期的基隆港築港工程（第五期因二戰爆發而未完成），在和平島及八尺門一帶，也設置了漁港區、水產試驗場及造船廠。基隆也是日本海軍的重要基地，當時被總督府劃為要塞地帶管制，並設立「基隆要塞司令部」，使得基隆港成為一座軍、商、漁三用途的港口，也使基隆正式取代淡水，成為台灣北部的主要門戶。
1920年時台北州基隆郡設立，並另劃市區部分設置基隆街（類似今日之鎮）；1924年基隆街升格為基隆市（台北州的州轄市），此為基隆正式設市之始。此時，基隆的貿易額已經占了當時全台灣貿易總額的二分之一，完全取代了淡水在台灣北部的門戶地位，與高雄一南一北並稱為日治時代台灣兩大港市。因與日本的貿易密切，也使得大量的日本人移居基隆。
太平洋戰爭爆發前的1940年，基隆市計有9.5萬人，僅次於臺北市32.8萬、臺南市14萬、高雄市12.7萬，為臺灣第四大城。其中市內就有2.3萬為內地人（日本人）。

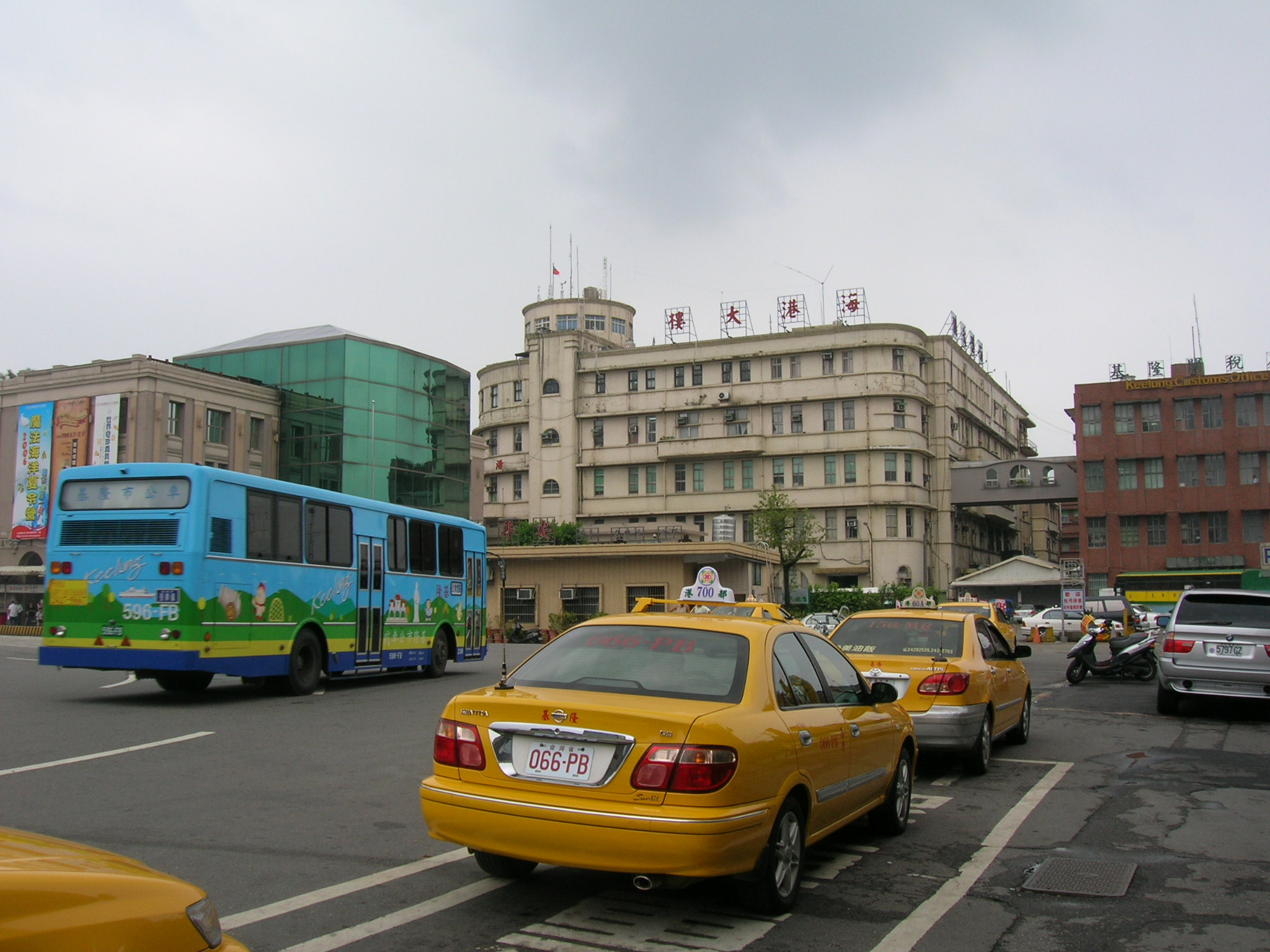
位於基隆站前的港務辦公大樓群（左：陽明海運舊廈，中：海港大樓，右：基隆關）

除了建港，為了配合基隆「台灣北玄關」的形象，台灣總督府實施「市區改正」，大幅改變了基隆的城市地景。市區街道被重劃為格子狀街廓，並整治貫穿市區的西定河、南榮河、田寮河3條河川，也在市區內大興土木，廣設公園，並興建了許多現代化（以歐式為主）的建築物。1912年，文藝復興式建築的基隆驛（第二代基隆車站）、1932年基隆市役所廳舍（今基隆市政府前棟）、1934年，基隆港合同廳舍（今海港大樓）、以及因尖塔建築而成當時地標的基隆郵便局（基隆郵局，戰後改建）陸續落成，加上市區改正時興建了大量西式民房，讓身為國際港埠的基隆充滿著濃厚的西洋風情。
1941年，太平洋戰爭爆發，基隆由於其主要物資吞吐港及海軍基地的地位，在戰爭末期首當其衝，成為美軍轟炸的首要目標，港區幾成廢墟。

## 戰後至今

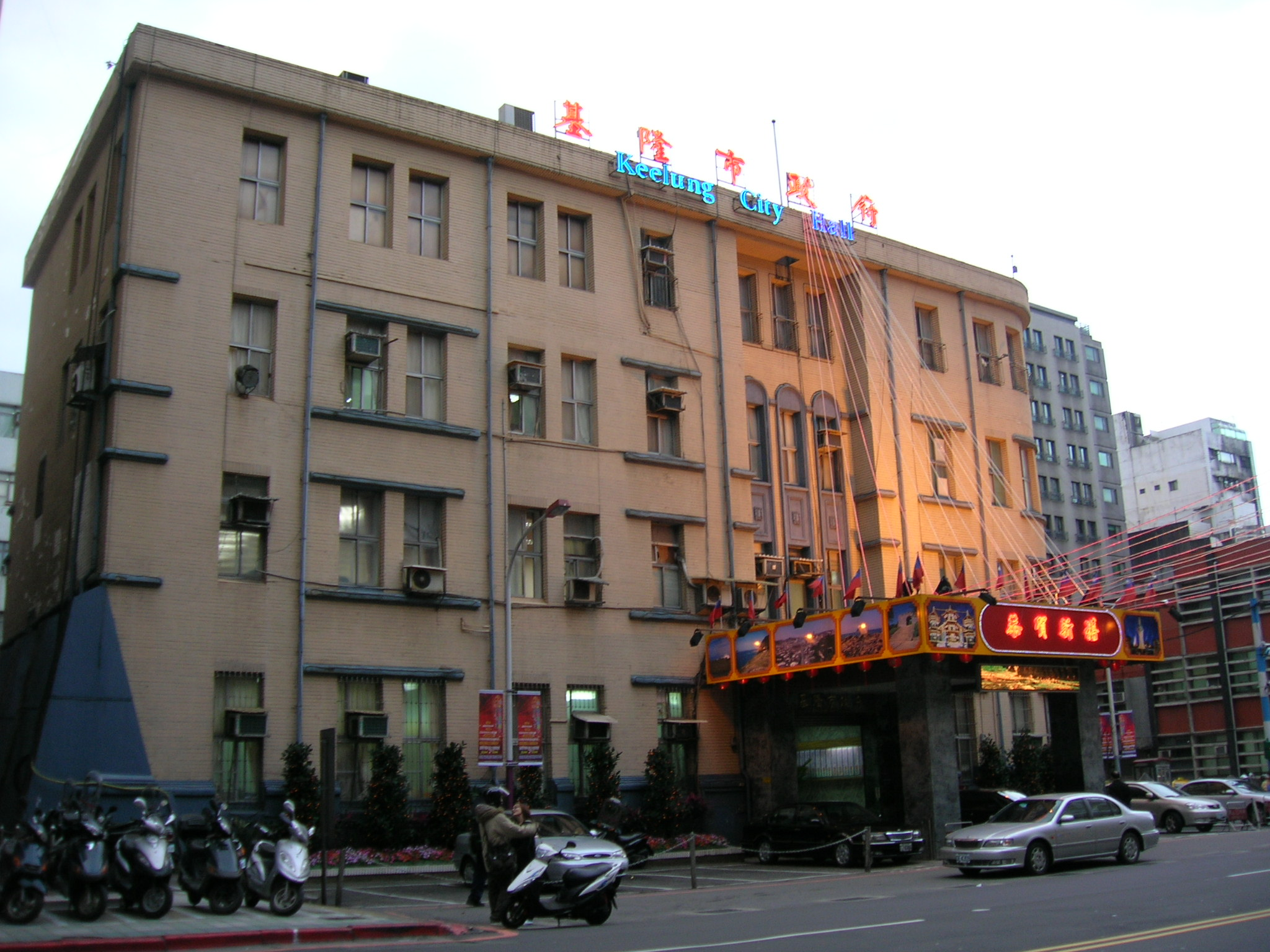
基隆市政府

二戰結束後，中華民國接管臺灣，基隆市改制為新設的臺灣省下轄之省轄市，基隆市則下設七行政區。基隆於戰後之初，是日本人撤退及國府接收台灣的主要出入點；1947年發生二二八事件時，基隆成為受創最嚴重的地方之一，當時國民政府的鎮壓部隊由基隆港登陸，而港區也曾淪為國軍掃蕩的激烈戰場。1949年國府遷台後，基隆湧進大量軍隊與眷屬，並負責接收逃難台灣的大陸移民，在之後美軍開始駐紮，使得基隆又進入的新的發展期。基隆的礦工業經過復建後再度興盛，週邊的採煤業更在1968年達到高峰。而基隆港因應臺灣經濟的快速成長，從1961年起自內港到外港進行了多次擴建，到1984年也已名列世界第7大貨櫃港。
近年來，依靠港埠維持城市運作的基隆市遇到了發展瓶頸。身為基隆都市發展核心的基隆港，1990年代後因為腹地過小等因素，敵不過鄰近國家地區港口的大型化競爭而逐漸衰退，連帶使得基隆的都市建設發展開始遲緩，並嚴重影響了基隆的城市競爭力。而2008年台北港的啟用，更將使基隆港未來營運發展的情勢更加嚴峻。但是另一方面，因為與台北的交通便捷，近年來外地人口大量移入，使基隆市成為了台北都會區重要的衛星城市之一，而位處台灣北部海岸風景帶的中心優勢，也促使基隆市的觀光產業開始蓬勃發展。
2016年林右昌市府上任後，積極改造基隆長年以來的城市地景及交通問題，做為其集大成的基隆城市博覽會，於2022年6月10至19日舉行。

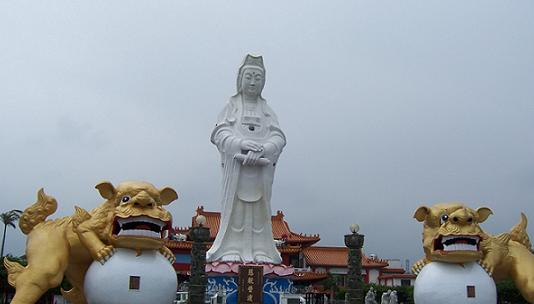
中正公園大觀音像

## 未來展望
基隆市因著與港口，和海洋的關係如此密切，市政府陸續推出「海洋城市」、「繽紛活力新雞籠」、「山與海的城市」等城市口號來宣傳基隆的海洋城市性格。而面對基隆市的發展困境，為了讓基隆市從純粹的港口都市轉型升級，近幾屆的市長更陸續推動了多個大型都市更新計畫，如「海洋科技園區」、「國門山海關」、「環港區都市更新案」、「七堵新都心」等，希望再度將基隆打造成台灣的門戶都市。雖然如此，目前基隆市整體都市發展目標不明的問題，還待更積極的解決。

## 基隆地區首長名銜
- 大清帝國 - 福建省 - 台灣府 - 淡水廳 - 雞籠海防同知（1872年）
- 大清帝國 - 福建省 - 台北府 - 基隆廳 - 臺北府分防基隆通判（1875年）
- 大清帝國 - 福建台灣省 - 台北府 - 基隆廳 - 臺北府分防基隆通判（1885年）
- 大清帝國 - 福建台灣省 - 台北府 - 基隆廳 - 臺北府撫民理番同知（1888年）
- 大日本帝國 - 台灣 - 台北縣 - 基隆支廳 - 基隆支廳長（1896年）
- 大日本帝國 - 台灣 - 台北縣 - 基隆辦務署 - 基隆辦務署長（1897年6月）
- 大日本帝國 - 台灣 - 基隆廳 - 基隆廳長（1901年11月）
- 大日本帝國 - 台灣 - 台北廳 - 基隆支廳- 基隆支廳長（1909年）
- 大日本帝國 - 台灣 - 台北州 - 基隆郡- 基隆郡守（1920年）
  - 大日本帝國 - 台灣 - 台北州 - 基隆郡 - 基隆街 - 基隆街長（1920年）
- 大日本帝國 - 台灣 - 台北州 - 基隆市 - 基隆市尹（1924年）
- 大日本帝國 - 台灣 - 台北州 - 基隆市 - 基隆市長（1940年）
- 中華民國 - 台灣省 - 基隆市市長（1945年）（當前）

## 外部連結
- 基隆市區1962年及1970年版大比例尺地形航拍圖（一千二百分之一） （页面存档备份，存于）

- 雞籠文史協進會